# Fundidora de tipos
Uma fundidora de tipos ou fundição de tipos (do inglês, type foundry) é um tipo de empresa que fabrica e/ou comercializa tipos ou fontes tipográficas.
Dado o desajuste do termo "fundidora de tipos" hoje em dia, algumas empresas designam-se por font house (traduzido à letra por "casa de fontes" ou "casa de tipos").
Originalmente, estas empresas produziam e comercializavam tipos em metal e madeira, assim como matrizes para máquinas de tipografia, como as Linotype e Monotype. Hoje em dia, devido à obsolência desses processos mecânicos, recorrem aos tipos de letra digitais, criadas por tipógrafos e designers de tipos, os quais podem ser independentes (freelancers) e com a própria type foundry, ou então trabalhadores de outra type foundry. Estas empresas, para além de comercializarem tipos de letra, normalmente também criam os tipos por encomenda ou personalizados.

## Descrição
A designação type foundry surgiu quando não havia sequer computadores e os respectivos tipos digitais. Produziam tipos móveis fundidos de metal, ou tipos de madeira, para tipografias tradicionais, que as utilizavam nas prensas. Como estas empresas que concebiam e/ou fundiam os tipos tiveram de acompanhar a evolução tecnológica, passaram a dada altura a produzir tipos digitais, pois tinham os conhecimentos necessários de tipografia, bastando actualizá-los tecnologicamente, mantendo então a mesma designação do inglês (type foundry). Actualmente são poucas as empresas que ainda fabricam os tipos móveis fundidos.

### Grandes empresas
- Adobe Systems
- American Type Founders
- H. Berthold
- Bitstream Inc.
- Dalton Maag
- Elsner + Flake
- Font Bureau
- FontFont
- Hoefler & Frere-Jones (H&FJ)
- House Industries
- International Typeface Corporation (ITC)
- Linotype
- Monotype Corporation

### Empresas independentes
- Cape Arcona Type Foundry
- Chank
- Emigre
- The Font Diner
- P22 type foundry
- Psy/Ops
- Stone Type Foundry
- Storm Type Foundry
- Typeco
- typotheque

### Distribuidores
- Font Mesa
- Fonts.com
- FontShop
- Larabie Fonts/Typodermic
- Nick's Fonts
- Phil's Fonts
- ShyFonts
- Veer